# Spalerosophis diadema
Espèce
Synonymes
- Coluber diadema Schlegel, 1837
- Coluber cliffordii Schlegel, 1837
- Periops parallelus Duméril, Bibron & Duméril, 1854
- Periops parallelus var. schiraziana Jan in de Filippi, 1865
- Spalerosophis diadema schiraziana (Jan, 1865)
- Spalerosophis diadema schirazianus (Jan, 1865)
- Spalerosophis diadema schirazana (Jan, 1865)
- Spalerosophis diadema schirazanus (Jan, 1865)

Spalerosophis diadema  est une espèce de serpents de la famille des Colubridae.

## Répartition
Cette espèce se rencontre :
- en Afrique du Nord géographique à l'exception du Tchad, de l'Érythrée et de l'Éthiopie ;
- au Moyen-Orient ;
- dans l'ouest de l'Asie centrale.

## Description
C'est un serpent ovipare.

## Liste des sous-espèces
Selon The Reptile Database (30 janvier 2014) :
- Spalerosophis diadema cliffordii (Schlegel, 1837)
- Spalerosophis diadema diadema (Schlegel, 1837)
- Spalerosophis diadema schirazianus (Jan, 1865)

## Publications originales
- Jan, 1865 : Prime linee dúna fauna della Persia occidentale, p. 342-357 in de Filippi, 1865 : Note di un Viaggio in Persia nel 1862, G. Daelli & C. Editori, Milan, p. 1-369.
- Schlegel, 1837 : Essai sur la physionomie des serpens, vol. 1 (texte intégral) et vol. 2 (texte intégral).